# Rui Vasques Rebelo
Rui Vasques Rebelo foi um nobre e Cavaleiro medieval do Reino de Portugal, foi Senhor da Torre de Rebelo e primeiro a usar o nome Rebelo. Foi Senhor do Solar de Rebelo.

## Relações familiares
Foi filho de Vasco Afonso (1190 -?), senhor da Torre de Rabelo e de Maria Anes. Casou com Teresa Soares de Gusmão de quem teve: 
1. Martim Rodrigues Rebelo casou com Marinha Anes Espinhel, filha de João Garica Espinel e de Urraca Mendes.
2. Egídio Gil Rebelo